# Ciclina E
A ciclina E é uma proteína pertencente à família das ciclinas. A ciclina E une-se à cinase dependente de ciclina Cdk2 na fase G1 do ciclo celular, sendo essa união necessária para a transição G1/S. O complexo ciclina E/Cdk2 fosforila a proteína p27Kip1, um inibidor da ciclina D, marcando-o para degradação, e assim promovendo a expressão da ciclina A. Além disso, o complexo é capaz de fosforilar a proteína do retinoblastoma, liberando E2F e facilitando a entrada na fase S do ciclo celular.

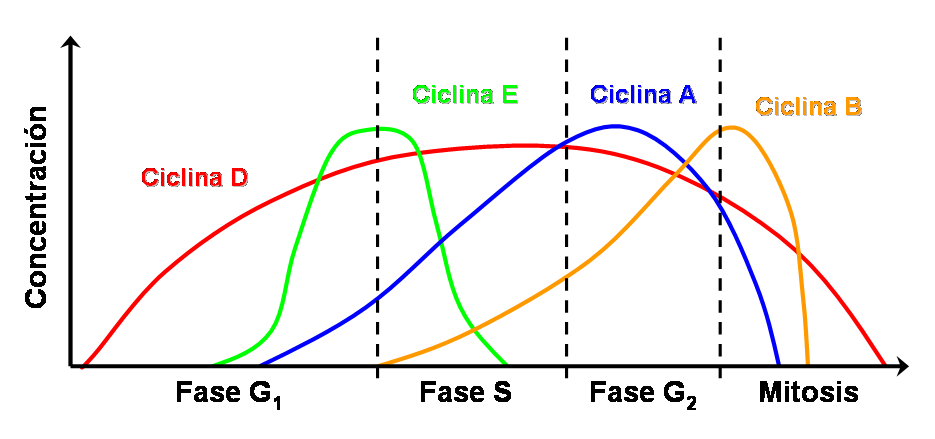
Expressão das ciclinas ao longo do ciclo celular.